# No Walls
No Walls – amerykański zespół muzyczny utworzony w 1988 w Atlancie w stanie Georgia. Trio tworzyli: wokalista i gitarzysta William DuVall, basista Hank Schroy oraz perkusista Matthew Cowley. W trakcie swojej czteroletniej działalności zespół nagrał minialbum No Walls, który ukazał się nakładem wytwórni Full Moon Records w 1992. Opiekunem oraz mentorem grupy był brytyjski gitarzysta rockowy, założyciel i lider Living Colour – Vernon Reid.
Zespół prezentował styl muzyczny będący fuzją wielu gatunków, takich jak jazz, pop, rock i world music. William DuVall w jednym z wywiadów przyznał: „Wydawało mi się, że jest to potrzebne, obserwując jak ewoluowała kultura – rock, jazz, pop i world music tworzyły jeden prawdziwie uniwersalny język. No Walls był ucieleśnieniem tego, o czym marzyłem odkąd po raz pierwszy zająłem się muzyką”.

## Historia

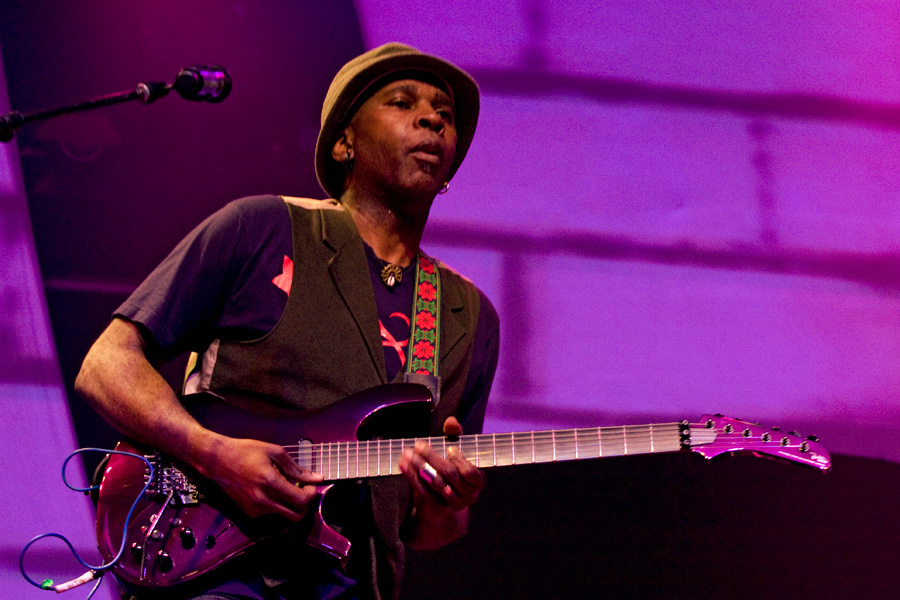
Vernon Reid, mentor zespołu

Po zawieszeniu działalności przez Neon Christ w 1986, William DuVall przeniósł się z Atlanty do Santa Cruz w Kalifornii, gdzie przez krótki czas występował w punk rockowej formacji Blast. Po opuszczeniu szeregów zespołu, planował utworzyć punkowo-metalowy projekt muzyczny o nazwie The Final Offering. Kiedy nie doszedł on do skutku, DuVall uformował w 1988 trio rockowe No Walls, którego skład uzupełnili basista Hank Schroy i perkusista Matthew Cowley. DuVall pełnił obowiązki wokalne i grał na gitarze. W jednym z późniejszych wywiadów przyznał: „W tamtym czasie postrzegałem No Walls jako grupę pop. Myślałem, że było mnóstwo ludzi, którzy czekali na zespół, który pozwoliłby im na przyswojenie Hendrixa, Joni Mitchell, Nusrat Fateh Ali Khana, Ornette Colemana, Sonic Youth, The Beatles oraz wielu innych w jednolitą mieszankę, i posłuchanie muzyki rockowej”.
Utwór „Never Fall Apart” w wykonaniu No Walls, został zamieszczony w 1990 na albumie kompilacyjnym The View: An Atlanta Compilation 1984 – 1990, będącym zbiorem kompozycji zarejestrowanych przez lokalne zespoły wywodzące się z Atlanty. Składanka ukazała się nakładem Lunchbox Records.
David Fricke z dwutygodnika „Rolling Stone”, recenzując jeden z koncertów zespołu, napisał w listopadzie 1990: „Genialna kolizja ścięgnistych manewrów punka, jazzu i kompozycji art rockowych”.
W 1992 zespół zarejestrował minialbum o eponimicznej nazwie No Walls, w skład którego weszło siedem kompozycji. Proces nagrań odbył się w Electric Lady Studios w dzielnicy Greenwich Village w Nowym Jorku. Podczas sesji, zespół wspierany był przez swojego mentora – Vernona Reida, lidera Living Colour. EP-ka została wydana w tym samym roku, jednak spotkała się z rozczarowującym przyjęciem, co doprowadziło ostatecznie do rozwiązania zespołu.

## Po rozwiązaniu
Po rozwiązaniu No Walls, DuVall założył w 1996 glam-popową formację Madfly, która po trzech latach aktywności przerodziła się w Comes with the Fall. Basista Hank Schroy nagrywał albumy między innymi z takimi artystami jak Salif Keïta i Vernon Reid. Od 2006 DuVall jest wokalistą w reaktywowanym zespole Alice in Chains, gdzie zastąpił zmarłego w kwietniu 2002 Layne’a Staleya.

## Skład zespołu
Opracowano na podstawie materiału źródłowego:
- William DuVall – śpiew, gitara elektryczna (1988–1992)
- Hank Schroy – gitara basowa (1988–1992)
- Matthew Cowley – perkusja (1988–1992)

## Dyskografia
- The View: An Atlanta Compilation 1984 – 1990 – utwór „Never Fall Apart” (1990)
- No Walls (EP) (1992)